# خذني إلى المنزل (ألبوم)
خذني إلى المنزل (بالإنجليزية: Take Me Home)‏ هو ألبوم الإستديو الثاني لفرقة الفتيان الإنجليزية-الأيرلندية ون دايركشن، تم إصداره في 9 نوفمبر 2012 بواسطة موسيقى سايكو وكولومبيا للتسجيلات. كمتابعة لألبوم ون دايركشن الأول الناجح دوليًا مستيقظين طوال الليل (2011)، تم كتابة ألبوم خذني إلى المنزل في مجموعات ولديها متوسط أقل بقليل من خمسة كتاب أغاني لكل أغنية. مُسجلة ومُكونة بشكل كبير في السويد خلال عام 2012، قضي سافان كوتيشا، ورامي يعقوب وكارل فالك، والذين ألفوا ضربتي ون دايركشن، «ما الذي يجعلك جميلة» و«شئ واحد»، ستة أشهر في ستوكهولم في تطوير أغاني للألبوم، وتمكنوا من تشكيل الألحان حول نغمات الأعضاء.
تتميز أغاني الألبوم بموسيقى رقاص إيقاع بوب، والتناغم الصوتي، والتصفيق اليدوي، وريف قيثارة كهربائية بارزة، وسنثسيزر ساطع، والصوت والرسالة المتجانسة، وتناوب غناء رئيسي. تم تقديم أصوات الأعضاء بشكل فردي في التسجيل، ويتحدث الألبوم غنائيا عن الوقوع في الحب، والحب غير المتبادل، والإصرار علي أن العيوب هي التي تجعل الشخص فريدًا، والتعهد، والغيرة، والشوق للآخرين المهمين في الماضي. حصل ألبوم خذني إلى المنزل علي مراجعات إيجابية في الغالب من نقاد الموسيقى. كان هناك إشادة علي جودة الإنتاج، في حين أن النقد كان يتوقف على طبيعته، العامة السريعة.
وعلي الصعيد العالمي، تصدر الألبوم القوائم في أكثر من 35 دولة. وفقًا لدي الاتحاد الدولي للصناعة الفونوغرافية (IFPI)، كان ألبوم خذني إلى المنزل الألبوم الرابع الأفضل مبيعًا عالمياً لعام 2012، حيث بيع 4.4 مليون وحدة. جعل الظهور الأول بالمرتبة الأولي للألبوم علي قائمة بيلبورد 200 بالولايات المتحدة من فرقة ون دايركشن المجموعة الأولي التي تنحني علي قمة بيلبورد 200 بأول ألبومين لها منذ أن دخلت مجموعة الفتيات الأمريكية دانتي كين القائمة بألبوم أهلا بكم في بيت الدمية في عام 2008 وألبومهم الأول الذي حمل اسمهم في 2006. أصبحت فرقة ون دايركشن أيضًا الممثل الثاني في عام 2012 لتحقيق ألبومين بالمرتبة الأولي خلال فترة 12 شهرًا، وأول فرقة فتيان في تاريخ القوائم الأمريكية تُنزل ألبومين مرتبة أولي في سنة تقويمية. ألبومهم الأول وألبوم خذني إلى المنزل هما الألبومان الثالث والخامس الأفضل مبيعًا لعام 2012 في الولايات المتحدة، وعلي التوالي، مما جعل الفرقة أول ممثل يضع ألبومين في قائمة الخمسة الأوائل في نهاية العام في عصر نيلسن ساوندسكان.
تم إصدار أغنية الألبوم المنفردة القيادية، «نعيش بينما نحن شباب»، في 28 سبتمبر 2012، وبلغت ذروتها داخل المراكز العشرة الأولي في كل بلد تقريبًا، وسجلت أعلي رقم مبيعات مفتوحة خلال أسبوع واحد لأغنية لفنان غير أمريكي. كانت الأغنيات المنفردة التالية، «أشياء قليلة» و«اقبلك»، أقل نجاحًا، وعلي الرغم من أن الأولي تصدرت تصنيف المملكة المتحدة للأغاني المنفردة. للترويج للألبوم، أدت فرقة ون دايركشن أغاني الألبوم علي العديد من البرامج التلفزيونية وحفل موسيقي مُعنون بيع بالكامل في ماديسون سكوير جاردن. علاوة علي ذلك، شرعت فرقة ون دايركشن في جولتها الموسيقية العالمية الثانية بعنوان جولة خذني إلي المنزل في عام 2013.

## قائمة الأغاني
| #   | عنوان                 | المدة |
| --- | --------------------- | ----- |
| 1.  | "نعيش بينما نحن شباب" | 3:20  |
| 2.  | "اقبلك"               | 3:04  |
| 3.  | "أشياء قليلة"         | 3:39  |
| 4.  | "تعالي تعالي"         | 2:46  |
| 5.  | "آخر قبلة أولي"       | 3:24  |
| 6.  | "نوبة قلبية"          | 2:57  |
| 7.  | "اجعليني ارقص"        | 3:21  |
| 8.  | "غيرت رأيي"           | 3:33  |
| 9.  | "أرغب"                | 3:22  |
| 10. | "مرة أخرى"            | 3:03  |
| 11. | "أعود من أجلك"        | 3:00  |
| 12. | "إنهم لا يعرفون عنا"  | 3:21  |
| 13. | "حب الصيف"            | 3:29  |

## وصلات خارجية
- خذني إلى المنزل على موقع ميتاكريتيك (الإنجليزية)
- خذني إلى المنزل على موقع أول موفي (الإنجليزية)

- خذني إلي المنزل علي ميتاكريتيك